# Récits d'un soldat

Récits d'un soldat est un récit d'Amédée Achard publié en 1871.

## Résumé
En 1870, l'auteur est mobilisé à Châlons-sur-Marne. Il s'enrôle dans le 3e zouaves, compagnie active. Il est envoyé à Mézières puis à Sedan où il combat. La capitulation est signée et il devient prisonnier de guerre. Il s'évade en Belgique, prend le train pour Paris et combat à nouveau dans la banlieue jusqu'à l'armistice.